# Чумакове (село)
Чумако́ве — село в Україні, у Буринській міській громаді Конотопського району Сумської області. Населення становить 348 осіб. До 2017 орган місцевого самоврядування — Червонослобідська сільська рада.

## Географія
Село розташоване на правому березі річки Чаша та на лівому березі річки Сейм. Примикає до села Червона Слобода, на відстані 2 км розташоване село Ігорівка.
На північно східній рколиці села бере початок річка Оселець, права притока Чаши.

## Історія
На західній околиці села розташоване Ослецьке городище домонгольского періоду, пошкоджене господарчою діяльністю. Поблизу населеного пункту раніше функціонувала поромна переправа яка називалася Мокашевицьким (Макшевицьким) перевозом.
У ХІХ ст. село мало назву хутір Масалітінов — за прізвищем місцевого поміщика Масалітінова.
У радянський період (1928 р.) на місці маєтку Масалітінова була створена комуна «11 років Жовтня», яка виготовляла цеглу.
Село постраждало внаслідок геноциду українського народу, проведеного урядом СССР 1932—1933 та 1946–1947 роках, встановлено смерті 4 людей.
- 12 червня 2020 року, відповідно до розпорядження Кабінету Міністрів України № 723-р «Про визначення адміністративних центрів та затвердження територій територіальних громад Сумської області», село увійшло до складу Буринської міської громади[2].
- 19 липня 2020 року, в результаті адміністративно-територіальної реформи та ліквідації Буринського району, увійшло до складу новоутвореного Конотопського району[3].

## Населення

### Мова
Розподіл населення за рідною мовою за даними :
| Мова       | Кількість | Відсоток |
| ---------- | --------- | -------- |
| українська | 341       | 97.99%   |
| російська  | 7         | 2.01%    |
| Усього     | 348       | 100%     |

## Економіка
- Молочно-товарна ферма.
- Буринський цегляний завод.